# Gortsaranain
Gortsaranain (Armeens: Գործարանային) is een metrostation in de Armeense hoofdstad Jerevan.
Gortsaranain is een van de metrostations op lijn 1 van de metro van Jerevan en werd geopend op 11 juli 1983 als tweede segment van de lijn. Het is een van de twee enige bovengrondse metrostations in Jerevan.
Het metrostation is gelegen in een van de industriegebieden van de stad in het district Shengavit.

## Fotogalerij

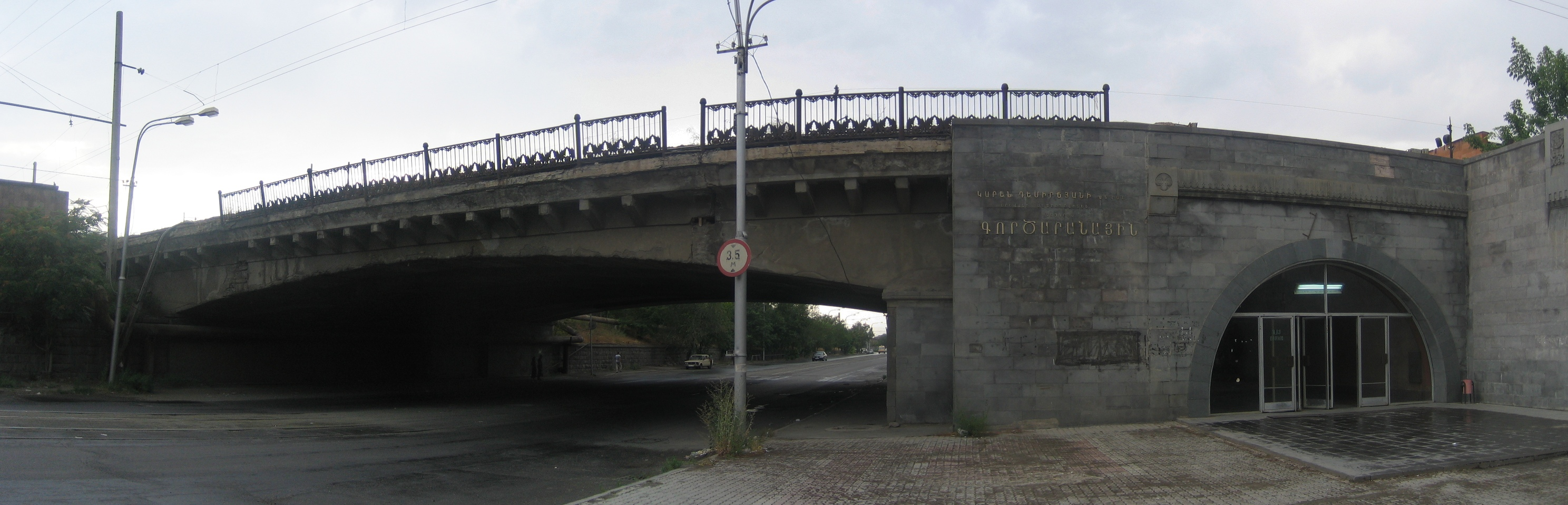
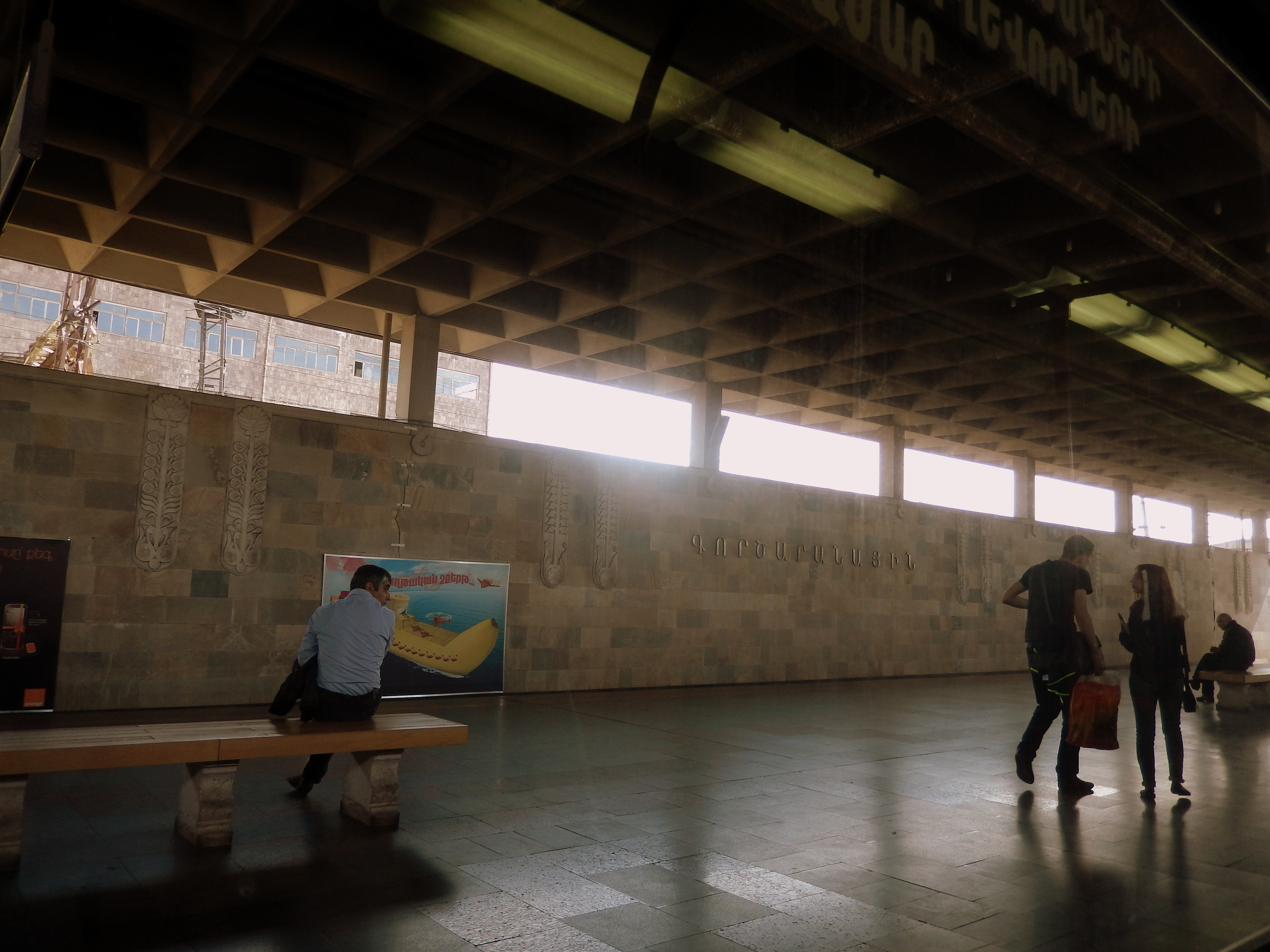
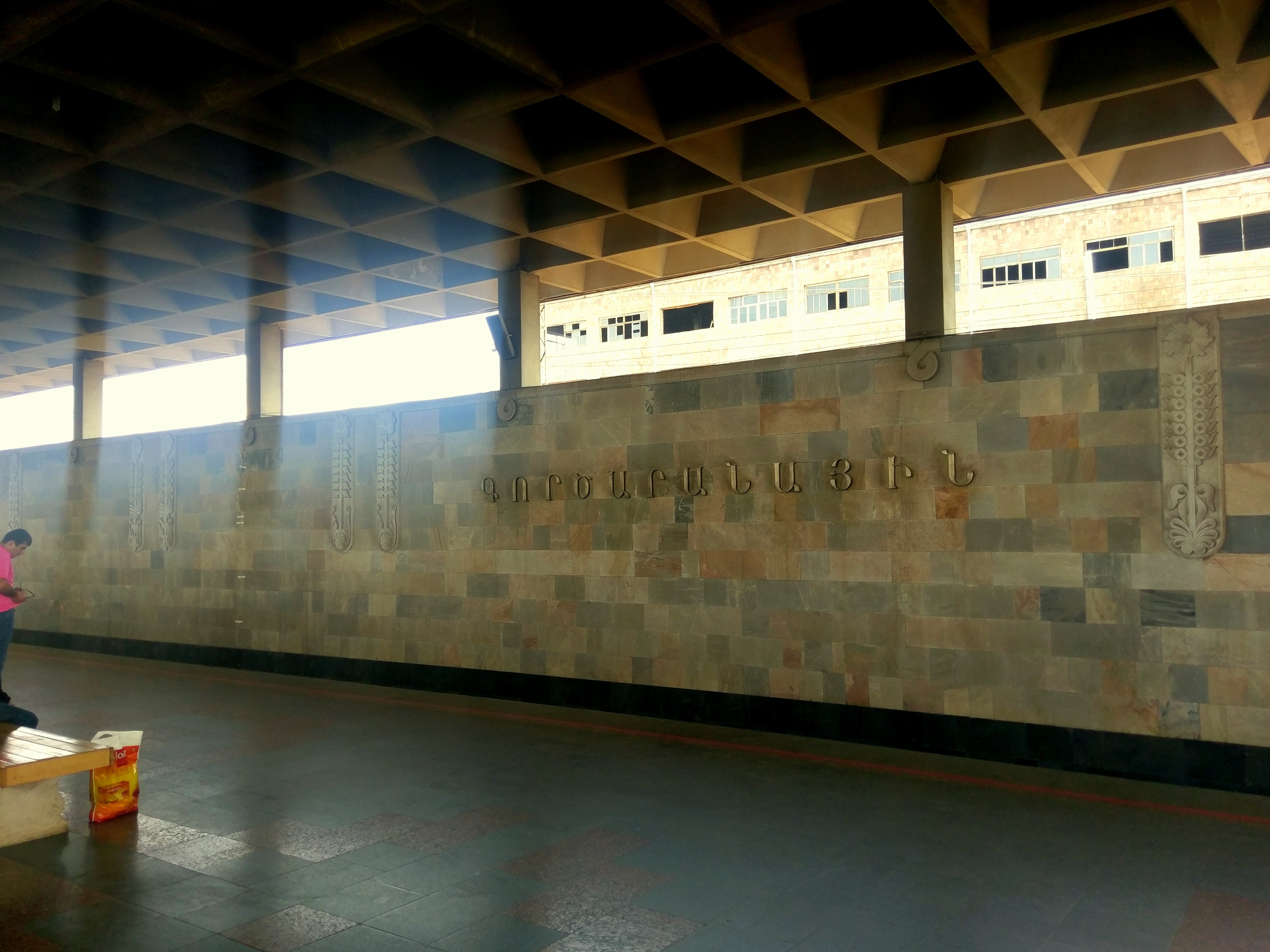